# 亚历山大 (奥尔登堡)
亚历山大·保罗·汉斯-贾斯帕·安德烈阿斯·丹尼尔·卡尔·菲利普（Alexander Paul Hans-Caspar Andreas Daniel Carl Philippe，1990年3月17日—），出生于吕贝克。奥尔登堡王储。奥尔登堡大公家族首领克里斯蒂安的继承人。